# Аділь Ґерай
Аді́ль (крим. Adil Geray, عادل كراى‎; 1617—1672) — кримськотатарський державний, політичний і військовий діяч. Кримський хан (1666—1671) з роду Чобан-Ґераїв, бічної гілки династії Ґераїв. Син Девлета (Мустафи) Ґерая, онук Фетіха I Ґерая. Інші імена — Аділь Чобан-Ґерай, Чул-Болду.

## Біографія
Єдиний з правлячих ханів, що належав до гілки Чобан-Ґераїв. Батько Аділя Ґерая, Мустафа, був пастухом із селища під Ак-Месджідом і вважався побічним сином Фетіха I Ґерая. Сам Фетіх I Ґерай категорично заперечував своє батьківство щодо нього. Мустафу визнав членом ханського роду Мехмед III Ґерай, який призначив його своїм нуреддином, перейменувавши в Девлета Ґерая. Дітям Мустафи Кул-Болду і Чул-Болду також були дані нові імена (Фетіх Ґерай і Аділь Ґерай). Після загибелі батька в битві з османами Аділь Ґерай жив в Османській імперії. Рід Ґераїв не визнавав нащадків Мустафи законними членами ханського роду і при призначенні на кримський престол Аділя Ґерая був обурений рішенням султана. Ті ж настрої Аділь Ґерай зустрів і в Криму, коли прибув туди ханом. Проте, кримські татари погодилися підкоритися йому. Зійшовши на престол, повів непродуману політику щодо беїв, обклавши їх високим податком. В результаті проти нього повстали Ширіни. Аділь Ґерай за допомогою османських військ і Мансурів вийшов переможцем з конфлікту, але ситуація у Криму була настільки напруженою, що з Османської імперії до хана надійшов наказ припинити переслідування роду Ширін.
У 1665 р. Аділь Ґерай за підтримки османів скинув з престолу хана Мехмеда IV Ґерая. Спочатку підтримував гетьмана Петра Дорошенка у Польсько-козацько-татарській війні 1666-1671 років.
1670 року варшавський уряд позбавив Дорошенка булави та поставив козацьким гетьманом Михайла Ханенка. Хан Адиль Ґерай, що став прибічником союзу з Річчю Посполитою, не питаючи дозволу Османської імперії, в травні 1671 року уклав угоду з новим гетьманом. Підтримав П. Суховія (Суховієнка) і М. Ханенка в їхній боротьбі проти гетьмана Дорошенка. За це був скинутий з престолу. Султан Мехмед IV поставив ханом Селім Ґерая. 
У 1671 р. Аділь Ґерай, знятий з престолу, був відправлений до Карин-Абад (нині Карнобат у Болгарії), де наступного року помер. Похований у дворі міської мечеті.